# Szenajda
Szenajda (dodatkowa nazwa w j. kaszub. Szénajda; niem. Schönheide) – wieś kaszubska w Polsce nazywana też Szenejda położona w województwie pomorskim, w powiecie kościerskim, w gminie Kościerzyna. Od 1 stycznia 2013 samodzielne sołectwo o powierzchni 669,7 ha, dawniej wchodziła w skład sołectwa Stawiska. Szenajda leży w północno-wschodniej części Wdzydzkiego Parku Krajobrazowego w pobliżu przystanku osobowego Olpuch Wdzydze, znajdującego się na trasie magistrali węglowej Nowa Wieś Wielka-Kościerzyna-Gdynia Port.
W latach 1975–1998 miejscowość administracyjnie należała do województwa gdańskiego.